# Indicator xanthonotus
El indicador indio (Indicator xanthonotus) es una especie de ave en la familia Indicatoridae. Habita en Asia, principalmente en bosques montanos en la zona de los Himalayas. Su aspecto es similar al de los pinzones, pero poseen patas fuertes y son zigodáctilos, con dos dedos hacia adelante y dos hacia atrás. Se posan sobre panales y se alimentan de cera. Los machos suelen ser territoriales y permanecen en cercanías de panales, mientras que las hembras y los juveniles se alimentan en zonas más amplias. Son parásitos de puesta, poniendo sus huevos en los nidos de aves que construyen su nido en huecos de árboles, tales como barbudos.

## Descripción

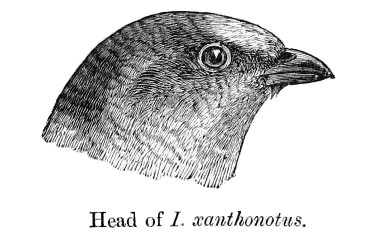
Cabeza.

El indicador indio tiene el tamaño de un gorrión y posee un pico firme similar al del pinzón. Su plumaje es mayormente de un tono oliva oscuro y la frente y hombros son anaranjados. Las plumas de las alas tienen un aspecto dominado por finas rayas. Su grupa es de un tono naranja fuerte el cual se extiende hacia el dorso tomando una tonalidad amarillo azufre. Su mentón y garganta son amarillentos mientras que el plumaje en zonas inferiores es de un tono gris pálido con rayitas oscuras. Su pico es amarillo aunque su punta es oscura. Las hembras poseen una menor porción de la cara de tono amarillo y su grupa es amarilla y no posee la tonalidad anaranjada. 
Allan Octavian Hume describió la subespecie radcliffi (after Colonel E. Delmé-Radcliffe) basándose en especímenes de Hazara, pero dado que posteriormente no se han encontrado otros especímenes o información en la región existen dudas sobre esta identificación. La especie fue descrita por Blyth basándose en especímenes de cercanías de Darjeeling. Ripley describió especímenes de las colinas Naga como la subespecie fulvus (la cual no siempre es reconocida), que sería más pequeño y oscuro, con menos rayado en el abdomen y el amarillo de la cabeza limitado solo a su parte anterior. Esta población podría ser idéntica al nominado en los Himalayas orientales. Poseen doce plumas en la cola y nueve plumas primarias. El ala es larga y puntiaguda.